# Лхагвагерел Мунхтур
Лхагвагерел Мунхтур (1998 , Улан-Батор ) — монгольський борець вільного стилю, призер чемпіонатів світу.

## Спортивні результати на міжнародних змаганнях

### Виступи на Олімпіадах
| Змагання                    | Збірна   | Вагова категорія           | Місце |
| --------------------------- | -------- | -------------------------- | ----- |
| Літні Олімпійські ігри 2020 | Монголія | вільна боротьба, до 125 кг | 5     |
| Літні Олімпійські ігри 2024 | Монголія | вільна боротьба, до 125 кг | 8     |

### Виступи на Чемпіонатах світу
| Змагання                        | Збірна   | Вагова категорія           | Місце  |
| ------------------------------- | -------- | -------------------------- | ------ |
| Чемпіонат світу з боротьби 2021 | Монголія | вільна боротьба, до 125 кг | Бронза |
| Чемпіонат світу з боротьби 2022 | Монголія | вільна боротьба, до 125 кг | Срібло |
| Чемпіонат світу з боротьби 2023 | Монголія | вільна боротьба, до 125 кг | 19     |

### Виступи на Чемпіонатах Азії
| Змагання                       | Збірна   | Вагова категорія           | Місце  |
| ------------------------------ | -------- | -------------------------- | ------ |
| Чемпіонат Азії з боротьби 2019 | Монголія | вільна боротьба, до 125 кг | 11     |
| Чемпіонат Азії з боротьби 2023 | Монголія | вільна боротьба, до 125 кг | Золото |

### Виступи на Азійських іграх
| Змагання           | Збірна   | Вагова категорія           | Місце  |
| ------------------ | -------- | -------------------------- | ------ |
| Азійські ігри 2022 | Монголія | вільна боротьба, до 125 кг | Срібло |

### Виступи на Кубках світу
| Змагання                    | Збірна   | Вагова категорія | Місце |
| --------------------------- | -------- | ---------------- | ----- |
| Кубок світу з боротьби 2019 | Монголія | команда          | 6     |
| Кубок світу з боротьби 2022 | Монголія | команда          | 5     |

### Виступи на інших змаганнях
| Змагання                                                     | Збірна   | Вагова категорія           | Місце  |
| ------------------------------------------------------------ | -------- | -------------------------- | ------ |
| Кубок Президента Бурятської Республіки з боротьби 2017       | Монголія | вільна боротьба, до 125 кг | 10     |
| Відкритий чемпіонат Монголії з боротьби 2017                 | Монголія | вільна боротьба, до 125 кг | Бронза |
| Турнір Дмитра Коркіна 2017                                   | Монголія | вільна боротьба, до 125 кг | Бронза |
| Клубний чемпіонат світу з боротьби 2017                      | Монголія | команда                    | 4      |
| Кубок Тахті 2018                                             | Монголія | вільна боротьба, до 125 кг | Бронза |
| Відкритий чемпіонат Монголії з боротьби 2018                 | Монголія | вільна боротьба, до 125 кг | Бронза |
| Кубок Ахмата Кадирова 2018                                   | Монголія | команда                    | 4      |
| Кубок Ахмата Кадирова 2018                                   | Монголія | команда                    | 4      |
| Турнір Аланії з боротьби 2018                                | Монголія | вільна боротьба, до 125 кг | 17     |
| Кубок Президента Бурятської Республіки з боротьби 2019       | Монголія | вільна боротьба, до 125 кг | Бронза |
| Меморіал Вацлава Циолковського 2019                          | Монголія | вільна боротьба, до 125 кг | 11     |
| Турнір Аланії з боротьби 2019                                | Монголія | вільна боротьба, до 125 кг | 14     |
| Олімпійський кваліфікаційний турнір з боротьби 2020 (Алмати) | Монголія | вільна боротьба, до 125 кг | Срібло |
| Кубок Алроси-Гран-прі Москви 2021                            | Монголія | вільна боротьба, до 125 кг | Срібло |
| Турнір Яшара Догу 2022                                       | Монголія | вільна боротьба, до 125 кг | Срібло |
| Меморіал Болата Турлиханова 2022                             | Монголія | вільна боротьба, до 125 кг | Бронза |
| Турнір К. У. Кожомкула і Р. Санатбаєва 2023                  | Монголія | вільна боротьба, до 125 кг | 9      |
| Турнір Дана Колова — Николи Петрова 2024                     | Монголія | вільна боротьба, до 125 кг | Срібло |
| Олімпійський кваліфікаційний турнір з боротьби 2024 (Бішкек) | Монголія | вільна боротьба, до 125 кг | Золото |

### Виступи на змаганнях молодших вікових груп
| Змагання                                      | Збірна   | Вагова категорія           | Місце  |
| --------------------------------------------- | -------- | -------------------------- | ------ |
| Чемпіонат Азії з боротьби серед юніорів 2017  | Монголія | вільна боротьба, до 120 кг | Срібло |
| Чемпіонат світу з боротьби серед молоді 2017  | Монголія | вільна боротьба, до 125 кг | 10     |
| Чемпіонат світу з боротьби серед юніорів 2018 | Монголія | вільна боротьба, до 125 кг | 14     |
| Чемпіонат світу з боротьби серед молоді 2018  | Монголія | вільна боротьба, до 125 кг | 10     |
| Чемпіонат Азії з боротьби серед молоді 2019   | Монголія | вільна боротьба, до 125 кг | Срібло |
| Чемпіонат світу з боротьби серед молоді 2019  | Монголія | вільна боротьба, до 125 кг | Бронза |